# محمد ربیع مفتاح
محمد ربیع مفتاح (انگلیسی: Mohamed Rabie Meftah؛ زادهٔ ۵ مهٔ ۱۹۸۵) بازیکن فوتبال اهل الجزایر است.
از باشگاه‌هایی که در آن بازی کرده‌است می‌توان به باشگاه فوتبال القبائل و باشگاه فوتبال اتحاد الجزایر اشاره کرد.
وی همچنین در تیم‌های ملی فوتبال الجزایر بازی کرده‌است.